# Розпорядження Президента України
Розпорядження Президента України — нормативний акт (розпорядження) президента України, який має індивідуальний організаційний характер.

## Законодавчий статус
Згідно з Положенням про порядок підготовки і внесення проєктів указів і розпоряджень Президента України, затвердженому Указом Президента України від 10 вересня 1994 р. № 512/94 розпорядженнями Президента України оформляються у вигляді:
- доручення Кабінету Міністрів України міністерствам, іншим центральним органам виконавчої влади;
- рішення з оперативних, організаційних і кадрових питань, а також із питань роботи Офісу Президента України;
- призначення представників від України для участі в роботі міжнародних форумів, у переговорах із представниками (делегаціями) іноземних держав;
- призначення уповноважених Президента України для представлення інтересів Президента України у відповідних державних органах, установах, організаціях тощо;
- рішення про проведення заходів за сприяння (під патронатом) Президента України.